# Scott Saunders-Sánchez
Scott Alan Saunders-Sánchez (* 18. Januar 1959 in Salt Lake City, Utah, Vereinigte Staaten) ist ein ehemaliger bolivianischer Skirennläufer.

## Karriere
Der gebürtige US-Amerikaner fuhr bereits in der Universitätsmannschaft der University of Utah. International trat er jedoch nicht für den US-Skiverband an, sondern für Bolivien. So war er bei den Olympischen Winterspielen 1980 in Lake Placid sowie bei den Spielen von 1984 in Sarajevo Mitglied der bolivianischen Olympiamannschaft. Während er 1980 bei drei Starts kein Ergebnis erzielte, wurde er 1984 in der Abfahrt 43. und belegte Rang 34 im Riesenslalom. Weiters nahm er an den Alpinen Skiweltmeisterschaften 1982 in Schladming teil. Dort erreichte er mit Platz 32 im Riesenslalom sein bestes Ergebnis bei einem internationalen Großereignis.
Im Weltcup gelangen Saunders-Sánchez 1982 zwei Ergebnisse in den Punkterängen – in der Kombination von Bad Wiessee wurde er Sechster, in der klassischen Kombination von Wengen belegte er Platz fünf. Dies sind die einzigen Weltcuppunkte, die je ein bolivianischer Skirennläufer erhielt.

## Erfolge

### Olympische Winterspiele
- Lake Placid 1980: DNF Riesenslalom, DNF Slalom, DSQ Abfahrt
- Sarajevo 1984: 34. Riesenslalom, 43. Abfahrt, DNF Slalom

### Weltmeisterschaften
- Lake Placid 1980: DNF Riesenslalom, DNF Slalom, DSQ Abfahrt
- Schladming 1982: 32. Riesenslalom, 39. Abfahrt[2]

### Weltcup
- 2 Platzierungen unter den besten 10